# 矢作站
矢作站（日语：／ Yahagi eki */?）是位於新潟縣西蒲原郡彌彥村大字矢作，東日本旅客鐵道（JR東日本）的彌彥線車站。

## 歷史
- 1916年（大正5年）10月16日：越後鐵道 彌彥站 - 西吉田站（現時：吉田站）之間開通，此停留場啟用[1]。
- 1927年（昭和2年）10月1日：越後鐵道被國有化。成為官設鐵道車站。升級至停車場（車站）。開始貨物起卸業務。
- 1960年（昭和35年）3月25日：結束貨物起卸業務。
- 1973年（昭和48年）12月1日：成為無人車站[2]。
- 1987年（昭和62年）4月1日：伴隨國鐵分割民營化，車站由東日本旅客鐵道（JR東日本）營運[3]。
- 2008年（平成20年）3月15日：此站開始可以使用IC卡「Suica」[4]。
- 2012年（平成24年）5月1日：設置名譽站長[5]。

## 車站構造
此站是地面車站，設有1面1線的單式月台。車站大樓位於車站北邊。月台可容納4卡車廂。在彌彥站至吉田站之間的定期列車只有2卡編成列車。在臨時列車中，會設有5輛以上編成的列車，當停靠此站之際，靠近彌彥一方的4卡車廂會開啟車門，而靠近吉田一方的第5卡以後的車廂會實施選擇性車門操作。
此站是由燕三條站管理的無人車站。車站大樓內設有事務室、櫃臺和候車室。在月台入口附近設有Suica簡易閘機（入閘和出閘用各1台）、自動售票機（1台簡易式。可使用現金支付，不可使用Suica等支付方式）。
曾經此站是簡易委託車站，委托了站前商店售賣車票業務，現時已經廢止。

## 使用狀況
- 現時由於是無人車站，因此沒有公布乘車人次數據。
- 在新潟鐵道管理局（日语：新潟鉄道管理局）資料，1981年度1日平均乘車人次為315人。

## 車站周邊
站前位於彌彥村矢作地區的住宅區，設有村公所和學校。
- 彌彥村公所[1]
- 彌彥村立彌彥小學
- 彌彥村立彌彥中學（日语：弥彦村立弥彦中学校）
- 彌彥神社大鳥居[1]
- JA越後中央 彌彥分店
- 7-11 彌彥大鳥居店
- 久成家居中心（日语：ひらせいホームセンター） 彌彥店
- 新潟縣道29號吉田彌彥線（日语：新潟県道29号吉田弥彦線）[1]
- 新潟縣道297號矢作長崎線（日语：新潟県道297号矢作長崎線）

## 巴士路線
站前沒有一般巴士路線停靠，只有社區巴士路線。截至2017年7月時間表修正時，彌彥村和燕市共同營運的「彌彥·燕廣域循環巴士」（彌彥號）於平日設有5往返班次。
「農協前」巴士站（車站西北方步行約2分鐘）
- 吉田站方向　前往Vision吉田
- 彌彥站、麓、櫻之湯、道之驛國上（日语：道の駅国上）方向　前往手鞠之湯
※假日、年尾年初暫停服務

## 相鄰車站
東日本旅客鐵道（JR東日本）
■彌彥線
彌彥－矢作－吉田

## 注腳
1. 1 2 3 4 5 6 7 8 9 10 11 12  . 週刊朝日百科. 21号 新潟駅・弥彦駅・津南駅ほか. 朝日新聞出版. 2012-12-30: 23 （日语）.
2. ↑  讀賣新聞　昭和48年12月1日新潟讀賣
3. ↑  『交通年鑑 昭和63年版』 交通協力會，1988年3月。
4. ↑   (PDF) (新闻稿). 東日本旅客鉄道. 2007-12-21  [2020-05-29]. （原始内容 (PDF)存档于2016-03-04） （日语）.
5. ↑   (PDF) (新闻稿). 東日本旅客鉄道 新潟支社. 2014-04-27  [2014-10-25]. （原始内容 (PDF)存档于2012-10-02） （日语）.

## 外部連結
- 車站資訊（矢作）：東日本旅客鐵道（日語）